# Tim Lemperle
Tim Lemperle (* 5. Februar 2002 in Frankfurt am Main) ist ein deutscher Fußballspieler, welcher vor allem als Flügelstürmer eingesetzt wird. Er steht bei der TSG 1899 Hoffenheim unter Vertrag und ist Nachwuchsnationalspieler.

## Karriere

### Verein
Lemperle spielte zunächst beim TuS Makkabi Frankfurt, anschließend ging es über die Jugend vom 1. FSV Mainz 05 und des FSV Frankfurt zum 1. FC Köln. Wegen guter Leistungen in der A-Junioren-Bundesliga erhielt er im Mai 2020 beim 1. FC Köln einen Profivertrag bis zum Sommer 2023 und stand ab dem 30. Spieltag im Profikader der Mannschaft. Er kam am 34. Spieltag zu seinem ersten Bundesligaeinsatz bei der 1:6-Niederlage gegen Werder Bremen.
Am 3. Spieltag der Saison 2021/22 schoss er beim 2:1-Sieg gegen den VfL Bochum sein erstes Bundesligator zum zwischenzeitlichen 2:0.
Im Februar 2022 verlängerte Lemperle seinen Vertrag beim 1. FC Köln um zwei Jahre bis zum Sommer 2025.
Im Sommer 2023 wurde er für eine Saison an den Zweitligisten SpVgg Greuther Fürth ausgeliehen. Im Sommer 2024 kehrte er zum inzwischen in die 2. Liga abgestiegenen 1. FC Köln zurück. Im Dezember 2024 kündigte er an, den auslaufenden Vertrag nicht zu verlängern und den 1. FC Köln zum Saisonende 2024/25 zu verlassen. Er wechselte daraufhin in die Bundesliga zur TSG 1899 Hoffenheim.

### Nationalmannschaft
Lemperle spielte achtmal für die U17-Nationalmannschaft (1 Tor), je zweimal für die U18 und die U19-Junioren und dreimal für die U20 (1 Tor). Im Juni 2022 wurde er in die U21-Nationalmannschaft berufen und debütierte am 3. Juni 2022 beim 4:0-Kantersieg gegen Ungarn. Am 7. Juni 2022 bereitete er den 2:1-Siegtreffer gegen Polen vor.